# 연동 장치
연동장치(聯動裝置, 영어: interlocking)는 역 구내의 열차 운행과 차량의 입환을 안전하고 신속하게 하기 위하여 신호기, 선로전환기, 궤도회로 등의 장치를 기계적, 전기적 또는 소프트웨어적으로 상호 연동하여 동작하도록 한 장치이다.  

## 종류

### 기계연동장치
기계연동장치란, 역 구내의 신호 설비인 신호기, 선로전환기, 신호취급레버 등이 인력에 의해 수동식으로 동작되고 기기들 상호간 연쇄도 기계적으로 이루어지는 장치를 말한다.  비교적 열차 운행 횟수가 적은 구내에 설치가 되어 있다.  

### 전기연동장치
전기연동장치란, 신호기, 입환표지, 선로전환기 등의 레버 또는 진로선별 버튼을 집중시키고 상호간의 연쇄를 계전기집단에 의하여 전기적으로 행하도록 하는 장치를 말한다.  계전기를 이용하기 때문에 계전연동장치라고 하며, 진로를 제어하는 방법에 따라 세 가지로 분류한다.

#### 진로정자식
진로레버식이라고도 한다.  이 방식은 각 진로마다 한 개씩의 레버를 설치하고 이것을 취급하여 그 진로를 설정하는 방식이다.  이 방식은 각 진로마다 1개의 레버를 두고 이 레버를 취급하면 진로상의 모든 선로전환기는 정해진 방향으로 개통되며 진로를 방해하는 다른 진로와의 쇄정을 계전기의 동작에 의해 쇄정한 다음 그 진로의 신호를 현시한다.

#### 단독정자식
계전 연동기에서 진로상의 선로전환기를 전철 레버에 의해 개별 전환한 후 신호 레버의 조작으로 진로를 구성하는 방식으로 단독레버식이라고도 한다.  배선이 간단하고 신호기의 진로가 적은 역 구내에 사용된다.

#### 진로선별식
열차 출발점과 도착점에 각각 1개의 버튼을 설치하는 방식으로 출발점에서 필요한 도착점 버튼을 취급하면 진로선별회로에서 자동으로 필요한 회로를 선택하여 선로전환기가 필요한 방향으로 전환되는 방식의 회로로 구성된 것이다.  다시 말하면, 조작반상의 신호기 지점에 설치된 출발점 취급버튼과 도착선 지점에 설치된 도착점 취급 버튼의 조작에 의해 진로를 선별한 후 진로상의 모든 선로전환기를 제어(진로 개통)하고 쇄정하여 신호기에 진행신호를 현시하는 방식이다.  즉, 배선된 선로와 유사한 진로선별회로의 진로선별계전기에 의해 진로를 결정하고 그 후에 선로전환기 단위로 설치한 선로전환기 선별계전기에 의해 선로전환기를 총괄제어하는 방식이다.

### 전자연동장치
계전기방식이던 전기연동장치의 연동논리회로를 전자 논리 회로로 구성하고 컴퓨터와 소프트웨어를 사용하도록 개량한 장치이다. 전기연동장치와 비교할 때 기기구성의 도형, 경량회로, 하드웨어, 소프트웨어에 의한 구현 및 개량 등이 용이하고 중앙전산처리장치의 2중화로 신뢰도, 안정성, 유지보수성이 향상되며 시스템의 자기진단기능이 있고, 제어 및 ․고장에 관한 것을 자동으로 기록하고 저장한다. 

## 쇄정
신호기, 선로전환기 등을 전기적 또는 기계적으로 동작하지 않도록 잠금장치를 하는 것을 말하며 기기상호간 일정한 순서에 의해서만 동작되도록 한다.  

### 종류

#### 정위 쇄정
A 또는 B의 신호취급 버튼(레버) 상호간에 한쪽이 반위로 한 경우 다른 한쪽의 취급 버튼(레버)은 반위로 할 수 없도록 정위로 쇄정하도록 하는 것을 말한다.  주로 열차가 과주여유거리내에 진로를 공용하고 있을 때 사용한다.

#### 반위 쇄정
A 또는 B의 신호취급 버튼(레버) 상호간에 한쪽이 반위로 하고 다른 한쪽의 취급 버튼(레버)가 반위로 되어 있다면 서로 반위로 쇄정하도록 하는 것을 말한다. 

#### 정반위 쇄정
A와 B라는 버튼(레버)이 있을 때,  A의 버튼(레버)을 반위로 한 경우 B의 버튼(레버)이 정위 또는 반위 어디에 있던간에 그 위치에서 쇄정되고 A의 버튼(레버)은 B의 버튼(레버)이 정위 또는 반위 어떠한 경우라도 쇄정되지 않는 경우를 말한다.

#### 조건부 쇄정
A와 B라는 버튼(레버)이 있을 때,  A의 버튼(레버)을 반위로 하였을 경우 B의 버튼(레버)은 다른 버튼(레버)의 어느 조건이 만족스럽게 되었을 때만이 쇄정되고 그 조건이 만족스럽지 못하면 쇄정되지 않는 경우를 말한다.

### 방법

#### 전기쇄정법
신호기와 선로전환기의 상호쇄정을 전기적인 방법에 의하여 쇄정이 이루어지는 것을 전기 쇄정법(electric locking)이라 한다.  종류는 다음과 같다.
철사 쇄정
철사 쇄정(detector locking)은 선로전환기를 포함하는 궤도회로에 열차(차량)가 있을 때 열차에 의하여 그 선로전환기가 전환되지 않도록 쇄정함을 말한다.
진로 쇄정
진로 쇄정(route locking)은 신호기에 진행을 현시한 후 열차가 그 진로를 완전히 통과할 때까지 선로전환기를 쇄정하는 것이다.
진로 구분 쇄정
진로 구분 쇄정(sectional route locking)은 신호기에 진행을 현시하고 열차가 그 진로를 통과 시 통과한 궤도회로내의 선로전환기를 해정하는 것이다.
접근 쇄정
접근 쇄정(approach locking)은 장내 신호기에 진행신호를 현시 한 후 그 신호기의 외방 일정구간(접근구간)에 열차가 진입하였을 때 또는 열차가 그 신호기의 안쪽에 진입 하던거나 또는 그 신호기를 정지신호로 현시한 후 상당한 시분이 경과하였을 때까지는 열차에 의하여 진로의 선로전환기 등을 전환할 수 없도록 각각 쇄정함을 말한다.  접근 쇄정시의 해정시분은 장내신호기의 경우 90초±10[%]이며, 출발신호기나 입환신호기(입환표지까지)의 경우 30초±10[%]이다.
보류 쇄정
보류 쇄정(stick locking)은 신호기, 입환 표지에 진행신호를 현시한 후 운전취급 절차변경으로 정지현시 했을 경우 신호기 외방에 열차접근 유무에 관계없이 신호기 내방의 선로전환기를 일정시분동안 전환할 수 없도록 쇄정하는 것을 말한다. 해정시분은 접근쇄정시의 해정시분에 준한다.
시간 쇄정
시간 쇄정(time locking)은 A와 B의 취급버튼(레버) 상호간에 쇄정하는 A의 취급버튼(레버)를 정위로 복귀하여도 B의 취급버튼은 일정 시간이 경과할 때까지 해정되지 않은 것을 말한다.
폐로 쇄정
폐로 쇄정(closed locking)은 출발신호기와 입환신호기를 소정의 위치에 설치할 수 없을 경우 열차 및 차량정지표지에서 출발신호기와 입환신호기까지의 궤도회로 내에 열차가 점유하고 있을 때 취급버튼을 정위로 쇄정함을 말한다.

## 연쇄
연쇄(Chain Interlocking)는 2대 이상의 신호기, 선로전환기 등이 상호 직접 또는 간접으로 쇄정 관계를 갖는 것을 말한다.  즉, 역 구내에서 열차의 도착, 출발 혹은 차량의 입환 등 복잡한 작업을 하는 경우 관계 있는 신호기, 입환표지 및 선로전환기 등의 기기 상호간에 일정한 순서에 의해 직접 또는 간접적으로 서로 쇄정관계를 갖도록 하는 것이다.  연쇄 방법으로는 신호기와 신호기 상호간의 연쇄하는 방법, 신호기와 선로전환기간의 연쇄하는 방법, 그리고 선로전환기 상호간의 연쇄방법이 있다.

## 같이 보기
- 페일 세이프
- 인터락
- 신호소

## 참고 문헌
- 대한민국 철도청. 2004. 철도신호용어편람. 철도청(80쪽, 100쪽, 222쪽, 271쪽, 275쪽, 347쪽, 355쪽, 372쪽, 374쪽, 379쪽, 382쪽, 431쪽, 432쪽, 456쪽)
- 박재영, 홍원식, 전병록. 2007. 철도신호공학.  서울:동일출판사(247쪽 ~ 307쪽) (ISBN 89-381-0510-5)